# Воронка продаж

Пример воронки продаж. Уровни: Осведомлённость,
Мнение,
Рассмотрение,
Предпочтение,
Покупка.

Воронка продаж (англ. purchase funnel) — маркетинговая модель, описывающая предполагаемое «путешествие» будущего покупателя от первого знакомства с предложением или товаром до реальной покупки.
Предложена в 1924 году Уильямом Таунсендом в развитие модели «АИДА» и в базовом варианте использует те же этапы, а именно: 
- осведомлённость (awareness) — клиент осведомлён о существовании продукта или услуги;

- интерес (interest) — активное проявление интереса к группе товаров или продуктов;

- желание (desire) — стремление, направленное на определённый бренд или продукт;

- действие (action) — шаг к покупке выбранного товара.

Конкретная, детализированная версия воронки продаж может быть разной для разных типов бизнеса в зависимости от того, какие проблемы необходимо решить. Основные задачи, решаемые с помощью модели:
- оценка эффективности менеджеров (позволяет наглядно оценить результаты работ менеджеров по продажам за определённый промежуток времени);
- выявление слабых этапов (при аналитике построенных воронок можно найти слабые места, улучшить их для пользователей, тем самым увеличить продажи);
- увеличение вовлечённости (позволяет проанализировать количество пользователей проявивших интерес к рекламируемым товарам, если интерес низкий, следует обратить внимание на баннеры, рекламные тексты и так далее, чтобы доработать их);
- сохранение вовлечённости (помогает оценить, как интерес пользователей распределяется по всем этапам. Основная задача — выявить слабые места, доработать их и провести наибольшее количество по воронке к финальному этапу — совершению покупки);
- рост прибыли (качественно проведенная работа по выстраиванию воронки продаж, её аналитика и внесение исправлений с течением времени ведет к увеличению прибыли).

Часто модель используется для руководства рекламными кампаниями, нацеленными на различные способы поиска товаров клиентом в интернете. Данные, полученные о клиентах на разных этапах коммуникации, могут быть внесены в программу по управлению взаимоотношениями с клиентами (CRM). Если клиент совершил целевое действие, то оно в рамках воронки продаж считается «лидом».
Типовая воронка продаж в интернет-маркетинге называется воронкой конверсии. Она описывает путь покупателя, который пришёл на сайт через рекламный канал, по реферальной ссылке, из рассылки или из поиска и в результате совершил определённое действие (совершил покупки, сделал заказ на услуги). Добавление товара в корзину, регистрация на сайте или заполнение контактных данных — всё это также действия по ходу выстраивания воронки. Чем больше шагов выполнено, тем меньшее количество пользователей становится. Сайты с одинаковыми ценами и продуктами могут иметь разные коэффициенты по конверсии посетителей в клиентов и, следовательно, сильно различающиеся прибыли.